# Joseph Buchkremer (Dombaumeister)
Joseph Buchkremer (* 27. Oktober 1864 in Aachen; † 11. Januar 1949 ebenda) war ein deutscher Architekt und Aachener Dombaumeister.

## Leben
Joseph Buchkremer war der älteste Sohn des Wagenschmieds Ludwig Buchkremer und seiner Frau Gertrud geb. Wiertz. Nach dem Besuch einer Pfarrschule und einer Höheren Bürgerschule verließ er in der Obersekunda die Schule, um Maler zu werden. Buchkremer wurde schon als Schüler für seine Entwürfe und Zeichnungen ausgezeichnet.
Das frühe Vorhaben, Maler zu werden, scheiterte jedoch. Daraufhin bewarb er sich in einem Baugeschäft und begann dort eine Lehre. Durch seine zeichnerischen Fähigkeiten wurde der Aachener Hochschullehrer und Architekt Karl Henrici auf ihn aufmerksam. Buchkremer begann 1883 unter der Fürsprache Henricis ein Studium am Polytechnikum und arbeitete nebenbei als Student im Büro Henricis. Fünf Jahre später, im Jahr 1888, wurde er dessen Assistent. 1891 habilitierte er sich und wurde Privatdozent für die Bereiche Kunstgewerbe, Malerei und künstlerische Perspektive.
1899 wurde sein Sohn Joseph Ludwig Buchkremer – der spätere Weihbischof des Bistums Aachen – geboren. Sein zweiter Sohn Stephan Buchkremer, der 1941 die Domwache gründete, kam 1901 auf die Welt.
In den Jahren ab 1891 übernahm Buchkremer viele Bauvorhaben und Restaurierungen. Er baute eine Villenkolonie in Koblenz, entwarf Ehrenmale, Altäre, Kreuzwege, Krankenhäuser und restaurierte unter anderem Schloss Breill bei Geilenkirchen. Ihm wurde auch die Straßengestaltung um das Bonner Münster übertragen.
Joseph Buchkremer war mit Ferdinande geb. Hilsmann aus Winkhausen verheiratet. Durch diesen Bezug zum Sauerland erweiterte er auch sein Beschäftigungsfeld. 1905 erhielt er den Auftrag für einen Erweiterungsbau der Pfarrkirche in Schmallenberg. Buchkremer wurde nach der Errichtung dieses Bauwerkes im Jahre 1906 der begehrteste Kirchenarchitekt im Sauerland. Buchkremer hatte bis auf den heutigen Tag einen größeren architektonischen Einfluss im Sauerland als irgendein anderer. Von 1908 bis 1917 baute bzw. erweiterte er in der Region sieben weitere Kirchen und die Kapellen in Latrop und Gellinghausen.

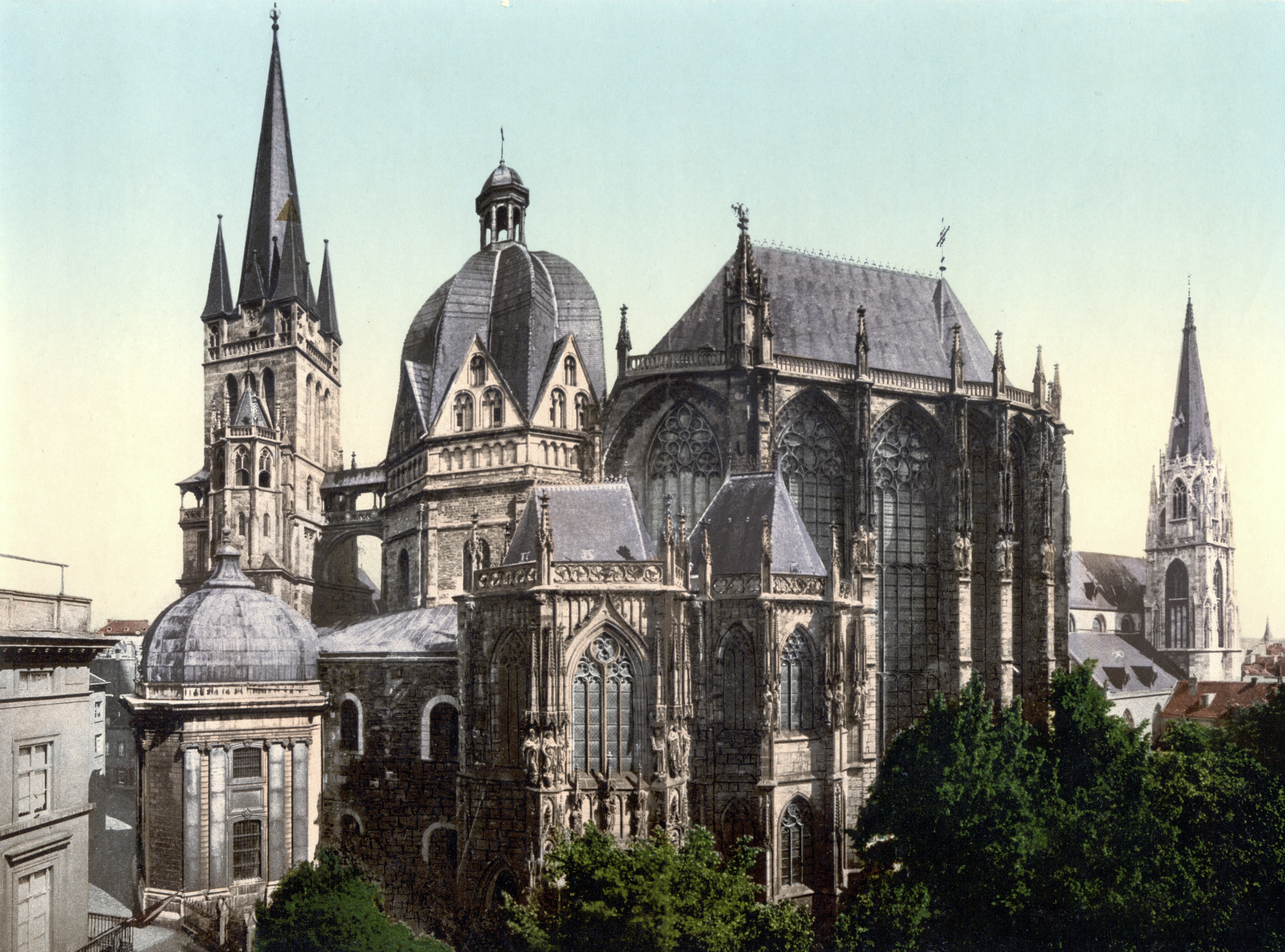
Der Aachener Dom um 1900

Buchkremer bekam viele Auslandsaufträge, er baute Kirchen und Kapellen in Dänemark, Belgien, den Niederlanden und Schweden. Auch im kunstgewerblichen Bereich war Buchkremer wegen seiner Fähigkeiten sehr gefragt. Er gestaltete beispielsweise das Aachener Ratssilber, entwarf Ehrenbürgerbriefe für Bismarck, Hindenburg und Pergamenturkunden für Papst Leo XIII., Papst Pius XI. sowie für Kaiser Wilhelm II.
Im Jahr 1915 übernahm er auch die Arbeiten am Aachener Dom, weil er bereits 1898 mit der Rekonstruktion des Atriums und einige Jahre später mit der Wiederherstellung des Throns Karls des Großen sowie der Säulenaufstellung der Kaiserloge beschäftigt war. 1917 erhielt er deshalb den Titel Münsterbaumeister, der nachfolgend in Dombaumeister geändert wurde. In den Jahren als Dombaumeister stellte er zum Beispiel 1924 den Durchgang zur gesperrten Wolfstür wieder her, restaurierte die schweren Schäden der Chorhalle und vollendete 1936 die Arbeiten am Ambo Heinrichs II. Außerdem ließ er eine neue Orgel nach eigenen Plänen in den Dom einbauen.
Joseph Buchkremer verstarb 1949 und wurde auf dem Aachener Westfriedhof II beigesetzt.

## Bauten (Auswahl)
| Beschreibung | Ort                 | Baujahr/-zeit | Bild |
| --- | ------------------- | ------------- | ---- |
| Gregoriushaus | Aachen              | 1889          |      |
| Missionshaus der Pallottiner | Limburg an der Lahn | 1896–1897     |      |
| Pfarrkirche Heilig Kreuz 1898 wurde der Grundstein für die Pfarrkirche Heilig Kreuz gelegt. Die Kirche konnte 1902 eingeweiht werden. | Aachen              | 1898          |      |
| Pfarrkirche St. Georg 1905 wurde der Grundstein für die Pfarrkirche gelegt. Die Kirche konnte 1906 benediziert werden. | Sankt Jöris         | 1904–1906     |      |
| Erweiterungsbau der Pfarrkirche St. Alexander Nach dem Abbruch des alten Turmes wurde der Erweiterungsbau der Pfarrkirche St. Alexander errichtet. Die feierliche Konsekration durch den Erzbischof von Paderborn fand erst 1911 statt. Der Kirchturm musste erneut 1996 abgerissen werden. | Schmallenberg       | 1905–1906     |      |
| Pfarrkirche St. Jodokus Die Grundsteinlegung für die Pfarrkirche St. Jodokus erfolgte im Juni 1909. Im Oktober 1910 wurde die Kirche von Bischof Karl Joseph Schulte eingeweiht. | Saalhausen          | 1909–1910     |      |
| Erweiterungsbau der Pfarrkirche St. Blasius Die Pfarrkirche besteht aus zwei Teilen, einer romanischen Kirche aus dem 10./12. Jahrhundert und dem großen neoromanischen Erweiterungsanbau aus dem Jahr 1910. | Balve               | 1910          |      |
| Teilneubau der Pfarrkirche St. Cosmas und Damian Von der Kirche des 18. Jahrhunderts ist nur der dreiteilige Westbau von 1723, sowie der Mittelturm von 1750 erhalten. Ein neubarocker Zentralbau wurde von 1910 bis 1911 errichtet. | Bödefeld            | 1910–1911     |      |
| Querhaus und Chor von St. Willibrord | Euchen              | 1912–1913     |      |
| Neubau dreischiffige Hallenkirche St. Laurentius Das alte Kirchengebäude wurde 1912 abgerissen und durch eine neue Kirche ersetzt. Bei einem neuerlichen Brand im Jahr 1975 wurde das Gebäude so in Mitleidenschaft gezogen, das es geschlossen werden musste. Professor Erich Heyne war für die Neugestaltung des Innenraums verantwortlich, er trug dem Liturgieverständnis des II. Vatikanischen Konzils Rechnung. | Aachen-Laurensberg  | 1912          |      |
| Teilneubau der Pfarrkirche St. Lambertus Der Turm und Chor stammen aus dem 14. Jahrhundert. Von diesem wurden bei dem Neubau von 1912 der im 19. Jahrhundert erhöhte Westturm, sowie das Chorjoch mit 3/6-Schluss übernommen. | Kirchrarbach        | 1912          |      |
| Pfarrkirche St. Hubertus Der neuromanische Neubau der Pfarrkirche St. Hubertus wurde von 1912 bis 1913 errichtet. Der derbe Gewölbebau als Seitenschiff und der quadratische Westturm stammen von einer früheren Kirche. | Dorlar              | 1913          |      |
| Pfarrkirche St. Kilian Die Grundsteinlegung für das im Jahr 1917 fertiggestellte Kirchengebäude erfolgte am 12. Juli 1914. Durch Ausbruch des Ersten Weltkrieges hatten sich die Bauarbeiten verzögert. Sankt Kilian wurde am 11. November 1917 durch den Paderborner Weihbischof Heinrich Haehling von Lanzenauer geweiht.                                                                                           | Iserlohn-Letmathe   | 1914–1917     |      |
| Pfarrkirche St. Peter und Paul Die neugotische Hallenkirche wurde von 1915 bis 1917 errichtet. Daran sind erhaltene Teile des mehrfach verlängerten Vorgängerbaus. Die beiden Westjoche und die Untergeschosse des quadratischen Westturmes, die nur eine Wendeltreppe umschließen stammen aus romanischer Zeit. | Kirchhundem         | 1915–1917     |      |
| Sct.-Mariæ-Kirche | Aalborg, Dänemark   | 1926          |      |
| Kriegerdenkmal für die Gefallenen des Ersten Weltkriegs Das Kriegerdenkmal unterhalb des alten Friedhofes von St. Severin wurde am 20. November 1927 enthüllt. Auf dem Sockel kniet der Heilige Sebastian in der Pose eines sterbenden Kriegers nach einem Entwurf des Aachener Bildhauers Fritz Neumann (* 1881). | Eilendorf           | 1927          |      |
| Maria-Hilf-Kirche (Kościół pw. Najświętszej Marii Panny Wspomożenia Wiernych); Umbau und Erweiterung der Notkirche, einer ehemaligen Fabrikhalle der Hohenlohehütte. | Katowice-Wełnowiec  | 1930          |      |
| Kirche in Slagelse | Slagelse, Dänemark  | 1931          |      |

## Ehrungen
Joseph Buchkremer erhielt folgende Ehrungen.
- 1904: Verleihung des Professorentitels
- 1911: Roter Adlerorden
- 1917: Münsterbaumeister in Aachen, später umbenannt in Dombaumeister
- 1918: Verdienstkreuz für Kriegshilfe
- 1922: Komturkreuz des päpstlichen Silvesterorden
- 1945: Ehrendoktorwürde (Dr.-Ing. E. h.) der Technischen Hochschule Aachen
- 17. Februar 1949 (postum): Umbenennung der Edelstraße in Buchkremerstraße durch die Stadt Aachen

## Schriften (Auswahl)
- Das Grab Karls des Grossen. In: Zeitschrift des Aachener Geschichtsvereins 29, 1907, S. 68–210 (Digitalisat).
- Die Wolfstür der Aachener Münsterkirche. Creutzer, Aachen 1924.
- Der Dom zu Aachen. Aachener Verlags- u. Druckerei-Gesellschaft, Aachen 1935.
- Der Ambo Heinrichs II. im Dom zu Aachen.: Mittheilungen der k(aiserlich) k(öniglichen) Central-Commission zur Erforschung und Erhaltung der Baudenkmale / Mittheilungen der k. k. Central-Commission zur Erforschung und Erhaltung der Kunst- und historischen Denkmale / Mitteilungen der k. k. Zentralkommission zur Erforschung und Erhaltung der Kunst- und historischen Denkmale / Mitteilungen der k.k. Zentral-Kommission für Denkmalpflege / Mitteilungen des Staatsdenkmalamtes / Mitteilungen des Bundesdenkmalamtes, Jahrgang 1937, S. 98ff. (online bei ANNO).
- 100 Jahre Denkmalpflege am Aachener Dom. Metz, Aachen 1955.